# Semele (Händel)
Semele (HWV 58) è un oratorio in tre parti di Georg Friedrich Händel. La storia è tratta dalle Metamorfosi di Ovidio e parla di Semele, madre di Bacco. Handel si riferiva alla sua opera anche come 'La storia di Semele'.
Il lavoro è classificato come un oratorio, ma fonde in sé elementi dell'opera lirica, dell'oratorio e del dramma classico, che anticipa le grandi opere del XIX secolo. Per maggiore chiarezza: non è propriamente un oratorio perché questo termine è usato per opere basate su testi sacri o religiosi, mentre Semele ha un testo laico. Non è un'opera lirica, a causa del gran numero di cori (ce ne sono dieci in Semele laddove due o tre sarebbero il numero normale per un'opera di Händel). Questi cori sono in stile di inno oratoriale. Inoltre, a differenza dell'opera, numerosi episodi si affidano per il loro effetto alla immaginazione del pubblico (piuttosto che alla rappresentazione diretta), in particolare la morte di Semele e le allusioni alla sua relazione sessuale con Giove.

## Storia e contesto

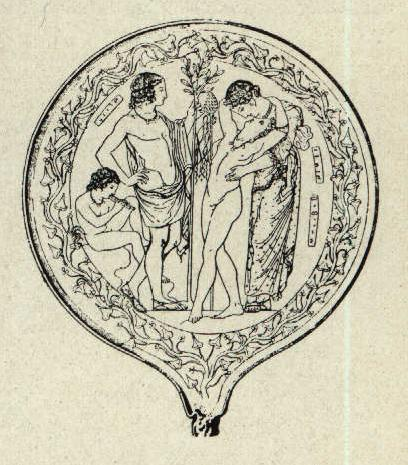
Bacco, Sémélé e Apollo

L'ultima opera italiana di Handel, Deidamia, era stata eseguita nel 1741. 
Dopo questo periodo, egli si concentrò sugli oratori e i drammi musicali con testi in inglese. 
Molti di questi, tra cui Semele, sono stati eseguiti in prima al Teatro Covent Garden, a cominciare da Alexander's Feast nel 1736 e terminando con The Triumph of Time and Truth nel 1757. 
Di conseguenza, nella prima parte del 1740, gli oratori al Covent Garden erano l'attività principale di Handel. Mentre la maggior parte delle opere avevano testi sacri o religiosi, due spiccano invece per la laicità: Ercole e Semele.
Il libretto fu scritto da William Congreve intorno al 1705-1706 e originariamente creato per la musica dell'opera lirica Semele di John Eccles. Il testo di Handel è stato adattato da un collaboratore sconosciuto e la musica fu scritta in poco più di un mese, dal 3 giugno al 4 luglio 1743. Semele contiene prestiti da propri lavori, Giulio Cesare e Fra pensieri qual pensiero (Hwy 115), così come prestiti da Alessandro Scarlatti (in particolare Il Pompeo), Porta, Keiser e Telemann. Degni di nota nella partitura sono il numero e la qualità dei recitativi accompagnati (una caratteristica che condivide con Il Pompeo), e la notevole varietà di stili e di indicazioni di tempo (23, di cui nove uniche nelle opere inglesi).

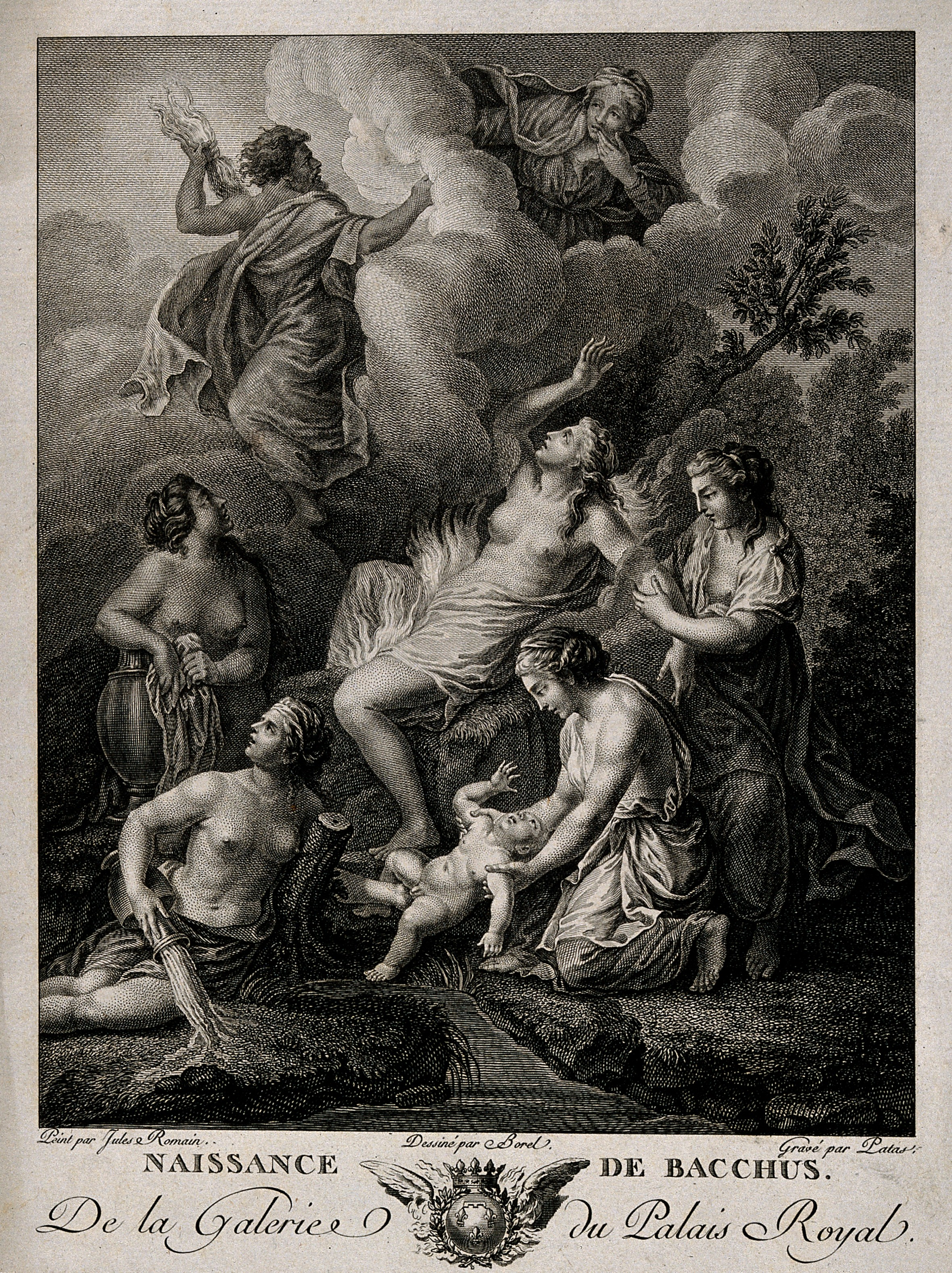

Il dramma musicale ha una forma simile a un'opera, ma Handel intuì il posto giusto per rappresentarlo nel Teatro Convent Garden, specializzato per gli oratori, durante la stagione dei concerti pubblici di Quaresima, nel febbraio successivo (1744). Così egli adattò Semele per la rappresentazione alla maniera di un oratorio, un lupo travestito da pecora per coloro che non erano ancora a conoscenza delle Metamorfosi di Ovidio. Il suo stratagemma per portare una potente storia drammatica a teatro si scontrò, forse prevedibilmente, con delle reazioni contrastanti. La signora Delany, pur elogiandolo per la bellezza della musica fece però questa dichiarazione:
Questo probabilmente è da mettere in relazione con i sostenitori della rivale Middlesex Opera Company, per la quale Handel non voleva scrivere. Si sa anche di una dura critica dal librettista del Messia Charles Jennens, il quale dichiarò che era 'un'opera oscena'.
La discutibile questione morale se Semele fosse profana e quindi forse non adatto per i dignitosi membri del pubblico fece sì che il lavoro uscisse rapidamente dal repertorio, ripreso una sola volta dallo stesso Handel.

Tuttavia, Semele rimane un lavoro di alta qualità. Come il defunto Lord Harewood ebbe a dire: 

## Storia delle esecuzioni
La prima di Semele avvenne il 10 febbraio 1744 al Covent Garden Theatre di Londra, nell'ambito di una serie di concerti che si tengono ogni anno durante la Quaresima. Il pubblico naturalmente si aspettava un soggetto basato sulla Bibbia. Ma il tema amoroso di Semele, che è una creazione di epoca tarda Restaurazione, era imperniato in modo fin troppo trasparente sulla mitologia greca e quindi non piacque a coloro che erano abituati ad un diverso tipo di divertimento. Essendo in inglese, Semele irritò anche i sostenitori della vera opera italiana, in particolare in quanto Handel non voleva scrivere per la rivale Middlesex Opera Company. Winton Dean nel suo libro Handel's Dramatic Oratorios:
Come risultato ci furono soltanto quattro rappresentazioni. Il cast della prima comprendeva Elisabeth Duparc ("La Francesina") come protagonista, Ester Young come Giunone (ed Ino) e John Beard come Giove. Henry Reinhold cantò i ruoli dei bassi. Sembra che Handel abbia scambiato alcune delle musiche tra i cantanti.
Più tardi, il 1 e l'8 dicembre 1744, Handel presentò una versione rivista, questa volta al King's Theatre, dopo aver tagliato quattro sezioni di dialoghi contenenti allusioni sessuali e facendo delle aggiunte che inserivano arie inframmezzate in italiano (per il pubblico dell'opera) dall'Arminio e Giustino.

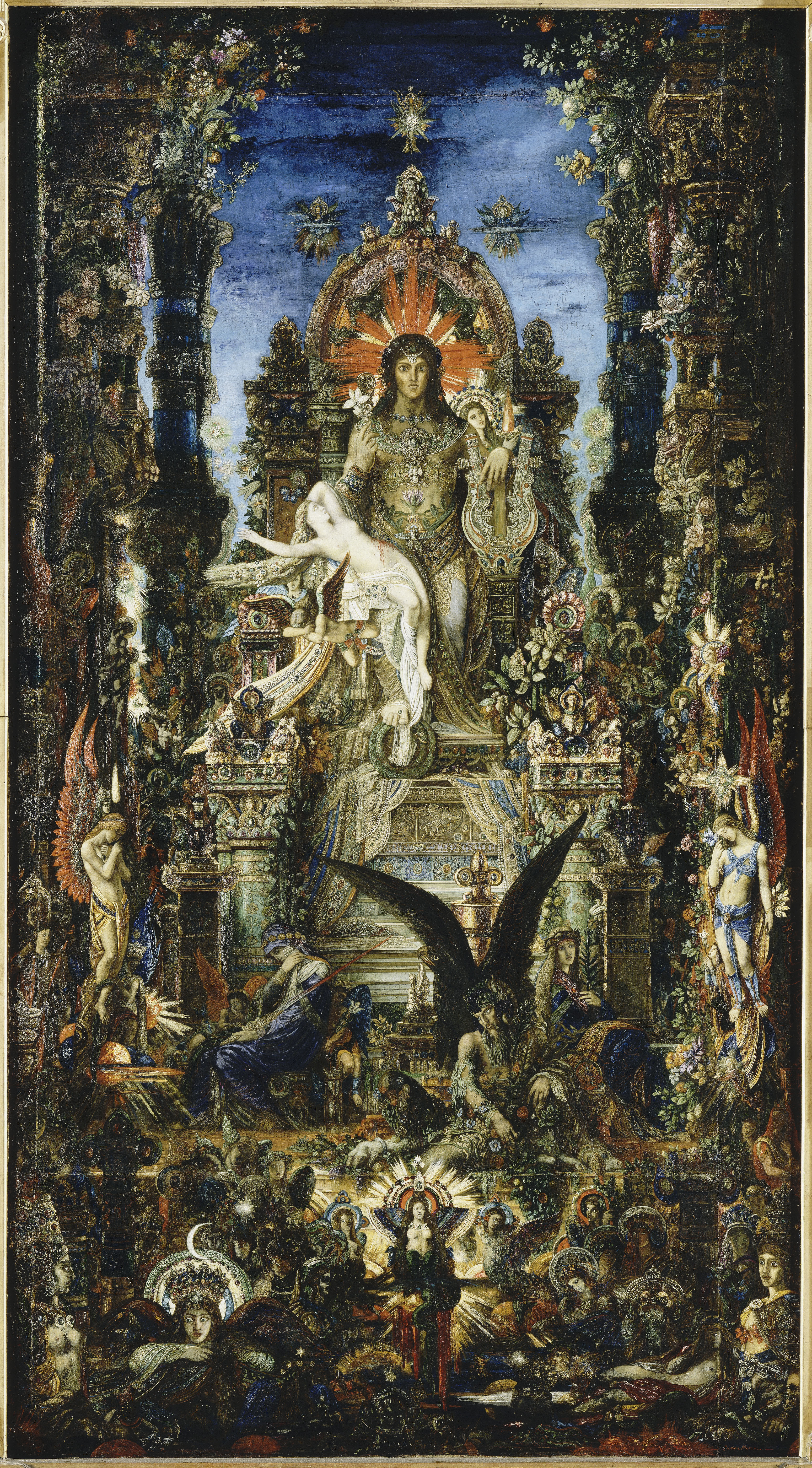
Jupiter et Sémélé, di Gustave Moreau (1894-1895)

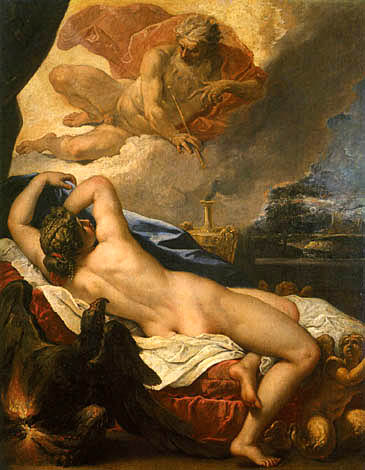
Sebastiano Ricci - Dionysus (1695)

### XX secolo
Semele fu abbandonata per un lungo periodo di tempo, finché non venne rappresentata a Cambridge, in Inghilterra, nel 1925 e a Londra nel 1954. Queste due produzioni hanno acceso l'entusiasmo del pubblico per questa opera che da allora non è più diminuito.
Semele è stata messa in scena in quattro occasioni (1959, 1961, 1964 e 1975) da parte della Handel Opera Society sotto la direzione di Charles Farncombe, ed è entrata nel repertorio della Wells Opera di Sadler (ora English National Opera) nel 1970. L'opera ritornò nel 1982 al Covent Garden, il Royal Opera House, dopo una pausa di 238 anni, diretta come nel caso della Sadler Wells, da Charles Mackerras.
La prima americana ha avuto luogo al Ravinia Festival vicino a Chicago nel 1959. Semele è stata eseguita a Washington DC nel 1980, e alla Carnegie Hall, New York, nel 1985, in quest'ultima recita con Kathleen Battle nel ruolo della protagonista e John Nelson direttore. Una registrazione con un cast simile è stata fatta nel 1990 ed edita con l'etichetta Deutsche Grammophon.
Nel 1999, Semele è tornata all'English National Opera a Londra in una produzione di altissimo livello curata da Robert Carsen. Rosemary Joshua cantava Semele, John Mark Ainsley era Giove, Susan Bickley Giunone e Sarah Connolly la sorella Ino. La produzione fu poi ripresa nel 2004 con Carolyn Sampson (Semele), Ian Bostridge (Giove) e Patricia Bardon (Giunone).

### XXI secolo
La Pinchgut Opera mise in scena una produzione nel 2002 nella City Recital Hall, Sydney, diretta da Antony Walker regista Justin Way. C'è una registrazione di questa produzione.
Nel 2004 una messinscena diretta da David McVicar sotto la direzione orchestrale di Marc Minkowski fu inaugurata al Théâtre des Champs-Élysées, a Parigi. Questa fu ripresa nel 2010, direttore Christophe Rousset.
Una nuova produzione fu avviata alla New York City Opera, il 13 settembre 2006. Diretta da Stephen Lawless, faceva riferimenti metaforici a Marilyn Monroe, ai presidenti degli Stati Uniti John F. Kennedy e Bill Clinton, e a Jacqueline Kennedy. Elizabeth Futral cantò la parte di Semele, Vivica Genaux Giunone ed Ino e Robert Breault era Giove.
Nel 2007, L'Opera di Zurigo in Svizzera organizzò nel 1999 la produzione di Robert Carsen di Semele appositamente per la voce di Cecilia Bartoli, con Birgit Remmert e Charles Workman come Giunone e Giove e William Christie direttore. Questa messa in scena è stato registrata, commercializzata come un DVD Decca, e trasferita con successo nel 2010 al Vienna's Theater an der Wien.
La Compagnia Fiorentina d'Opera di Milwaukee nel 2009, mise in scena un rifacimento della prima produzione alla Scottish Opera del regista John La Bouchardiere, diretta da Jane Glover al Pabst Theater; cantanti Jennifer Aylmer, Robert Breault e Sandra Piques Eddy.
Nel settembre dello stesso anno un nuovo allestimento dell'artista cinese Zhang Huan, diretto da Rousset, con Les Talens Lyriques, fu avviato a La Monnaie/De Munt di Bruxelles. Questa si trasferì, il 24 ottobre 2010 al Poly Theatre di Pechino come parte del Pechino Music Festival, la prima grande produzione di un'opera barocca nella Repubblica popolare cinese. Nel maggio 2012 la produzione si trasferì alla Canadian Opera Company, ricevendo generalmente cattive recensioni per aver eliminato il finale di Handel e aver introdotto a casaccio temi buddisti in modo incongruente rispetto al materiale originale.

## Ruoli
| Ruolo                                                                             | Tipo voce | Cast della prima, 10 febbraio 1744 (Direttore: Georg Friedrich Handel) |
| --------------------------------------------------------------------------------- | --------- | ---------------------------------------------------------------------- |
| Giove                                                                             | tenore    | John Beard                                                             |
| Cadmus, Re di Tebe                                                                | basso     | Henry Reinhold                                                         |
| Semele, figlia di Cadmus, amata da Giove ed innamorata di lui                     | soprano   | Élisabeth Duparc ("La Francesina")                                     |
| Athamas, un principe di Beozia, innamorato di Semele e futuro suo sposo designato | contralto | Daniel Sullivan                                                        |
| Ino, sorella di Semele, innamorata di Athamas                                     | contralto | Esther Young                                                           |
| Somnus                                                                            | basso     | Henry Reinhold                                                         |
| Apollo                                                                            | tenore    | John Beard                                                             |
| Giunone                                                                           | contralto | Esther Young                                                           |
| Iris                                                                              | soprano   | Christina Maria Avoglio                                                |
| Alto sacerdote                                                                    | basso     | Henry Reinhold                                                         |
| Coro di preti, auguri, amori, zefiri, ninfe, corteggiatori ed accompagnatori      |           |                                                                        |

## Trama

### Parte 1
Nel tempio di Giunone, Cadmo, re di Tebe, sta organizzando il matrimonio di sua figlia Semele con Atamante, principe di Beozia: tuttavia, la sposa è titubante perché è segretamente innamorata di Giove, e si raccomanda che il dio la aiuti nella sua situazione; addolorata dall'evento è anche la sorella di lei Ino, essendo innamorata di Atamante. Giove ha sentito l'appello di Semele: i suoi fulmini rendono ben chiaro che, nonostante l'approvazione di Giunone, egli si oppone violentemente al matrimonio di Semele. Tutti fuggono in preda al terrore.
Ino prova a confortare Atamante, ma così facendo rivela il suo amore per lui. Cadmo interrompe il loro smarrimento descrivendo l'evento straordinario cui ha appena assistito: mentre fuggivano dal tempio Semele era stata improvvisamente rapita da un'aquila. I cortigiani di Cadmo, però, portano la felice notizia che in rapitore è Giove in realtà. L'atto finisce con Semele che gode nel suo ruolo di nuova donna del dio.

### Parte 2
Iris, messaggera degli Dei, riferisce a Giunone dove si trova il palazzo di Semele, di recente costruzione, custodito da un drago. Infuriata, Giunone giura di distruggere la sua rivale, ed esce per andare a trovare Somnus, il dio del sonno, per avere il suo aiuto nel realizzare la propria vendetta.
Svegliandosi nella sua camera da letto, Semele attende languidamente il ritorno del suo amante. Giove appare e la rassicura sul suo amore. Semele gli dice che lei è a disagio quando paragona la propria mortalità alla sua divinità, facendo preoccupare Giove per la sua ambizione. Invece di dirle che lei non potrà mai raggiungere l'immortalità, decide di distrarla facendo venire sua sorella Ino dalla Terra. I timori di Semele per il momento sono calmati e quando appare Ino le due sorelle esaltano la musica delle sfere (Where'er You Walk).

### Parte 3
Somnus dorme tranquillamente nella sua caverna, quando arrivano Giunone ed Iris. Solamente quando Giunone rivela il nome della ninfa Pasithea, Somnus si sveglia: in cambio della ninfa, Somnus accetta di aiutare Giunone, pronto anche a prestare la sua bacchetta magica che induce il sonno, di cui lei avrà bisogno per evitare i draghi che proteggono il palazzo di Semele.
Giunone, ora travestita da Ino, appare a Semele. Dapprima si presenta a sua 'sorella' con uno specchio magico che costringe Semele ad innamorarsi immediatamente della propria immagine. Giunone poi ricorda astutamente alla giovane donna come ottenere l'immortalità che desidera: Giove deve essere indotto a fare l'amore con lei nella sua vera forma divina, piuttosto che nel suo travestimento mortale. Semele è felice e la ringrazia copiosamente.
Ritorna Giove, infiammato dal desiderio. Semele lo rifiuta fino a che egli non giuri di darle tutto quello che vuole. Continuando a seguire il consiglio di Giunone, lei gli chiede di apparire in tutto il suo splendore divino. Il dio è inorridito e disperatamente la avverte del pericolo mortale in cui lei si trova. Semele rifiuta di accettare niente di meno che la soddisfazione del suo desiderio e lascia Giove a lamentarsi per la parte che lui avrà nella inevitabile distruzione di Semele.
Giunone gongola per il suo trionfo, mentre Semele si rende conto troppo tardi delle conseguenze della sua ambizione. Mentre si avvicina alla divinità, le fiamme del potere di Giove la bruciano e lei muore.
Tutti piangono la morte di Semele. Ino descrive un sogno in cui Apollo ha rivelato il desiderio di Giove che lei e Atamante si sposino. Apollo stesso ora appare e annuncia che Bacco, dio del vino, nascerà come una fenice dalle ceneri di Semele. Tutti celebrano questa inaspettata buona notizia.

## Numeri Musicali
Atto 1
- 1 Ouverture
- 2 Arioso Behold! Auspicious flashes rise (Sacerdote)
- 3 Coro Lucky omens bless our rites
- 4 Recitativo Daughter, obey (Cadmo, Atamante)
- 5 Recitativo accompagnato Ah me! (Semele)
- 6 Aria The morning lark (Semele)
- 7 Recitativo See, she blushing turns her eyes (Atamante)
- 8 Aria Hymen, haste (Atamante)
- 9 Recitativo Alas, she yields (Ino, Atamante, Semele)
- 10 Quartetto Why dost thou thus untimely grieve (Cadmo, Ino, Atamante, Semele)
- 11 Coro Avert these omens
- 12 Recitativo Again auspicious flashes rise (Cadmo)
- 13 Recitativo Thy aid, pronubial Juno (Atamante, Semele)
- 14 Coro Cease, cease your vows
- 15 Recitativo O Athamas (Ino)
- 16 Aria Turn, hopeless lover (Ino)
- 17 Recitativo She weeps! (Atamante)
- 18 Aria Your tuneful voice (Atamante)
- 19 Recitativo Too well I see (Ino, Atamante)
- 20 Duetto You've undone me (Ino, Atamante)
- 21 Recitativo Ah, wretched prince (Cadmo, Atamante)
- 22 Recitativo accompagnato Wing'd with our fears (Cadmo, Atamante, Ino)
- 23 Coro Hail, Cadmus, hail!
- 24 Aria Endless pleasure, endless love (Semele, Coro)

Atto 2
- 25 Sinfonia
- 26 Recitativo Iris, impatient of thy stay (Giunone, Iride)
- 27 Aria There, from mortal cares retiring (Iride)
- 28 Recitativo No more, I'll hear no more! (Giunone)
- 29 Recitativo accompagnato Awake, Saturnia (Giunone, Iride)
- 30 Aria Hence, Iris, hence away (Giunone)
- 31 Aria Come, Zephyrs (Cupido)
- 32 Aria O sleep, why dost thou leave me (Semele)
- 33 Recitativo Let me not another moment (Semele)
- 34 Aria Lay your doubts and fears aside (Giove)
- 35 Recitativo You are mortal and require (Giove)
- 36 Aria With fond desiring (Semele)
- 37 Coro How engaging, how endearing
- 38 Recitativo Ah me! (Semele, Giove)
- 39 Aria I must with speed amuse her (Giove)
- 40 Coro Now Love that everlasting boy invites
- 41 Recitativo By my command (Giove, Semele)
- 42 Aria Where'er you walk (Giove)

- 43 Recitativo Dear sister (Semele, Ino)
- 44 Arioso But hark, the heav'nly sphere turns round (Ino)
- 45 Arioso e Duetto Prepare then, ye immortal choir (Ino, Semele)
- 46 Coro Bless the glad earth with heav'nly lays

Atto 3
- 47 Sinfonia
- 48 Recitativo Somnus, awake (Giunone, Iride)
- 49 Aria Leave me, loathsome light (Sonno)
- 50 Recitativo Dull God (Iride, Giunone)
- 51 Aria More sweet is that name (Sonno)
- 52 Recitativo My will obey (Giunone, Sonno)
- 53 Duetto Obey my will (Giunone, Sonno)
- 54 Aria My racking toughts (Semele)
- 55 Recitativo Thus shap'd like Ino (Giunone, Semele)
- 56 Aria Behold in this mirror (Giunone)
- 57 Recitativo Oh, ecstasy of happiness (Semele)
- 58 Aria Myself I shall adore (Semele)
- 59 Recitativo Be wise, as your are beautiful (Giunone, Semele)
- 60 Recitativo accompagnato Conjure him by his oath (Giunone)
- 61 Aria Thus let my thanks be paid (Semele)
- 62 Recitativo Rich odours fill the fragrant air (Giunone, Semele)
- 63 Aria Come to my arms (Giove)
- 64 Recitativo O Semele! (Giove)
- 65 Aria I ever am granting (Semele)
- 66 Recitativo Speak, speak your desire (Giove, Semele)
- 67 Recitativo accompagnato By that tremendous flood (Giove)
- 68 Recitativo You'll grant what I require? (Semele, Giove)
- 69 Recitativo accompagnato Then cast off this human shape (Semele)
- 70 Aria Ah, take heed what you press (Giove)
- 71 Aria No, no, I'll take no less (Semele)
- 72 Arioso Ah, whither is she gone (Giove)
- 73 Aria Above measure (Giunone)
- 74 Aria Ah me! Too late now I repent (Semele)
- 75 Recitativo Of my ill-boding dream (Ino)
- 76 Coro Oh, terror and astonishment
- 77 Recitativo How I was hence remov'd (Ino, Cadmo, Atamante)
- 78 Aria Despair no more shall wound me (Atamante)
- 79 Recitativo See frome above (Cadmo)
- 80 Sinfonia
- 81 Recitativo accompagnato Apollo comes, to relieve your care (Apollo)
- 82 Coro Happy, happy shall we be

## Edizioni
- Anthony Lewis, Jennifer Vyvyan ed altri, 1955.
- Johannes Somary, dirige la English Chamber Orchestra, con Sheila Armstrong come Semele, Helen Watts come Giunone, e Robert Tear come Giove. I ruoli minori sono cantati da Felicity Palmer, Mark Deller, e Justino Díaz. Vanguard Classics, 1973.
- John Eliot Gardiner, dirige la English Baroque Soloists ed il Monteverdi Choir, con Norma Burrowes come Semele, Della Jones come Giunone, e Anthony Rolfe Johnson come Giove. Erato Disques, 1983.
- John Nelson, dirige la Orchestra of St. Luke's, live in 1985 alla Carnegie Hall, New York, con Kathleen Battle, Marilyn Horne, Rockwell Blake, Jeffrey Gall. Legendary Recordings. Il sonoro è mediocre, ma alcuni ricercatori hanno trovato che sia più interessante della registrazione in studio.
- John Nelson, dirige la English Chamber Orchestra, col soprano Kathleen Battle come Semele, il mezzosoprano Marilyn Horne come Ino e Giunone ed il tenore John Aler come il dio Giove. I ruoli minori includono il soprano Sylvia McNair come Iris, il controtenore Michael Chance come Athamas, il basso Samuel Ramey come il dio del sonno Somnus, ed il basso baritono Mark S. Doss come Alto Sacerdote. Deutsche Grammophon 435 7822 6, registrato a Londra nel 1990 e realizzato nel 1993 (Grammy Award for Best Opera Recording del 1994). (Libretto della registrazione, come in ClassicsToday.) Archiviato il 16 luglio 2011 in Internet Archive.
- Antony Walker, dirige la Sirius Ensemble, con il Cantillation chorus ed il soprano Anna Ryberg come Semele, il mezzosprano Sally-Anne Russell come Giunone ed Ino, ed il tenore Angus Wood come Jupiter. I ruoli minori sono cantati dai soprano Belinda Montgomery e Shelli Gilhome, il controtenore Tobias Cole, ed il basso Stephen Bennett.[3] Registrato live a Sydney, Australia nel dicembre 2002. ABC Classics 980047-0.
- Christian Curnyn, dirige il Coro ed Orchestra della Early Opera Company. Rosemary Joshua (Semele), Hilary Summers (Juno & Ino) Stephen Wallace(Athamus) Richard Croft (Jupiter) Brindley Sherratt (Somnus), 2007.[8]
- Decca DVD 0743323 è disponibile nella produzione della Operhaus Zurich 2007 star Cecilia Bartoli Semele, Charles Workman Giove, Birgit Remmert Giunone. 154 mins. DTS 5.0 and LPCM stereo.